# 방전가공
방전가공(放電加工)은 전극과 피 가공물 사이에 짧은 주기로 반복되는 아크 방전에 의해 피 가공물 표면의 일부를 제거하는 가공 방법이다.

## 같이 보기
- 전해가공